# 벌거숭이등루세트
벌거숭이등루세트(Rousettus spinalatus)는 큰박쥐과에 속하는 박쥐의 일종이다. 어두운 동굴에 둥지를 틀며, 꽃꿀과 꽃을 먹이를 구한다. 사바 주 수카우와 쿠아멧 그리고 사라왁 주의 니아와 빈툴루에서 발견된다.